# پارک طبیعی ردس
پارک طبیعی ردس (به اسپانیایی: Parque natural de Redes) یک منطقهٔ مسکونی در اسپانیا است که در آستوریاس واقع شده‌است.